# Gymnolophus obscura
Gymnolophus obscura är en ormstjärneart som först beskrevs av Ljungman 1867.  Gymnolophus obscura ingår i släktet Gymnolophus och familjen Ophiothrichidae. Inga underarter finns listade i Catalogue of Life.